# Henriville
Henriville és un municipi francès, situat al departament del Mosel·la i a la regió del Gran Est. L'any 2007 tenia 745 habitants.

## Demografia

### Població
El 2007 la població de fet de Henriville era de 745 persones. Hi havia 301 famílies, de les quals 62 eren unipersonals (21 homes vivint sols i 41 dones vivint soles), 132 parelles sense fills, 99 parelles amb fills i 8 famílies monoparentals amb fills.
La població ha evolucionat segons el següent gràfic:
Habitants censats

### Habitatges
El 2007 hi havia 323 habitatges, 310 eren l'habitatge principal de la família, 1 era una segona residència i 12 estaven desocupats. 279 eren cases i 40 eren apartaments. Dels 310 habitatges principals, 273 estaven ocupats pels seus propietaris, 30 estaven llogats i ocupats pels llogaters i 7 estaven cedits a títol gratuït; 1 tenia una cambra, 5 en tenien dues, 16 en tenien tres, 46 en tenien quatre i 242 en tenien cinc o més. 296 habitatges disposaven pel capbaix d'una plaça de pàrquing. A 133 habitatges hi havia un automòbil i a 155 n'hi havia dos o més.

### Piràmide de població
La piràmide de població per edats i sexe el 2009 era:
| Homes | Edats   | Dones |
| ----- | ------- | ----- |
| 0     | 95 o +  | 0     |
| 0     | 90 a 94 | 4     |
| 4     | 85 a 89 | 8     |
| 0     | 80 a 84 | 12    |
| 8     | 75 a 79 | 0     |
| 4     | 70 a 74 | 4     |
| 36    | 65 a 69 | 20    |
| 20    | 60 a 64 | 28    |
| 20    | 55 a 59 | 20    |
| 40    | 50 a 54 | 48    |
| 28    | 45 a 49 | 28    |
| 36    | 40 a 44 | 32    |
| 32    | 35 a 39 | 16    |
| 36    | 30 a 34 | 36    |
| 16    | 25 a 29 | 8     |
| 40    | 20 a 24 | 40    |
| 20    | 15 a 19 | 20    |
| 20    | 10 a 14 | 12    |
| 20    | 5 a 9   | 24    |
| 8     | 0 a 4   | 16    |

## Economia
El 2007 la població en edat de treballar era de 500 persones, 328 eren actives i 172 eren inactives. De les 328 persones actives 293 estaven ocupades (156 homes i 137 dones) i 35 estaven aturades (13 homes i 22 dones). De les 172 persones inactives 71 estaven jubilades, 23 estaven estudiant i 78 estaven classificades com a «altres inactius».

### Ingressos
El 2009 a Henriville hi havia 295 unitats fiscals que integraven 745,5 persones, la mediana anual d'ingressos fiscals per persona era de 19.697 €.

### Activitats econòmiques
Dels 27 establiments que hi havia el 2007, 1 era d'una empresa alimentària, 1 d'una empresa de fabricació d'elements pel transport, 6 d'empreses de fabricació d'altres productes industrials, 2 d'empreses de construcció, 6 d'empreses de comerç i reparació d'automòbils, 2 d'empreses de transport, 2 d'empreses d'hostatgeria i restauració, 1 d'una empresa d'informació i comunicació, 3 d'empreses de serveis, 2 d'entitats de l'administració pública i 1 d'una empresa classificada com a «altres activitats de serveis».
Dels 7 establiments de servei als particulars que hi havia el 2009, 1 era un taller de reparació d'automòbils i de material agrícola, 1 guixaire pintor, 1 lampisteria, 1 electricista, 2 restaurants i 1 saló de bellesa.

## Equipaments sanitaris i escolars
El 2009 hi havia una escola elemental.

## Poblacions més properes
El següent diagrama mostra les poblacions més properes.